# Arvid Grundel
Arvid Filip Grundel, född 1 augusti 1877 i Filipstads församling i Värmlands län, död 16 oktober 1959 i S:t Matteus församling i Stockholm, var en svensk politiker och journalist.
Arvid Grundel var son till urmakaren Johan Ludvig Grundel. Efter skolgång i Filipstad, Kristinehamn och Karlstad blev Grundel typograf och volontär i Nya Kristinehamnsposten 1894, 1896 medarbetare i Nerikes Allehanda och 1899 redaktionssekreterare i Östersunds-Posten. Han deltog som riksombudsman och kassaförvaltare i Frisinnade landsföreningen och Sveriges liberala partis arbete 1902–1927 och var 1910–1930 ombudsman för partiernas respektive lokalorganisation i Stockholm. Han var bland annat styrelseledamot i Sveriges frisinnade ungdomsförbund 1910–1919 varav 1915–1919 som ordförande och i olika fredsorganisationer 1904–1919. 1929-1944 var han ombudsman, sekreterare och kassaförvaltare i Pressens pensionskassa. Han redigerade ett flertal publikationer för de frisinnade organisationerna.